# Colleen Furgeson
Colleen Furgeson (* 21. November 1998) ist eine Schwimmerin von den Marshallinseln.

## Biografie
Colleen Furgeson nahm an den Schwimmweltmeisterschaften 2013 teil. Über 50 Meter Rücken belegte sie den 49. und über 50 Meter Freistil den 63. Rang.
Drei Jahre später trat sie bei den Olympischen Sommerspielen in Rio de Janeiro über 50 m Freistil, schied jedoch als 58. im Vorlauf aus.
Während der Eröffnungsfeier der Olympischen Sommerspiele 2020 war sie gemeinsam mit dem Schwimmer Phillip Kinono die Fahnenträgerin ihrer Nation.